# Projeto de Lei 2338/2023
O Projeto de Lei 2338/2023, também conhecido como PL da Inteligência Artificial, é uma proposta legislativa apresentada no plenário do Senado Federal que visa estabelecer o marco regulatório para o desenvolvimento e uso de inteligência artificial no Brasil. O projeto é inspirado em legislações internacionais, notoriamente na Regulamentação sobre Inteligência Artificial da União Europeia. O texto é um substitutivo do senador Eduardo Gomes (PL/TO) e incorpora dispositivos propostos em outras sete iniciativas legislativas, incluindo o  Projeto de Lei 21/2020, já aprovado pela Câmara dos Deputados, além de contemplar emendas apresentadas por diversos senadores. Sua autoria é de uma comissão especial de juristas presidida por Ricardo Villas Bôas Cuevas, ministro do Superior Tribunal de Justiça e foi apresentado pelo então presidente do Senado Rodrigo Pacheco. 
O projeto de lei define normas gerais de âmbito nacional para o desenvolvimento, a implementação e o uso responsável de sistemas de inteligência artificial (IA) no Brasil. Seu objetivo é proteger os direitos fundamentais, assegurar a implementação de sistemas seguros e confiáveis, e promover benefícios para a pessoa humana, o regime democrático, além de fomentar o progresso científico e tecnológico. A proposta prevê a criação do Sistema Nacional de Regulação e Governança de Inteligência Artificial (SIA), com a coordenação atribuída à Autoridade Nacional de Proteção de Dados (ANPD). O texto também adiciona disposições voltadas à proteção dos trabalhadores contra possíveis impactos negativos da IA. 

## Comparação com a regulamentação europeia
Um dos aspectos principais da regulamentação europeia é sua metodologia organizada para a classificação de sistemas de IA com base nos diferentes níveis de risco. O regulamento europeu estabelece quatro categorias distintas para as aplicações: inaceitável, alto, limitado e mínimo. Essa estrutura determina que sistemas classificados como de alto risco estejam sujeitos a requisitos mais rigorosos, como avaliações de conformidade, medidas de segurança e monitoramento contínuo. O objetivo é garantir que as tecnologias mais suscetíveis a causar danos sejam regulamentadas com maior atenção e supervisão. O texto do projeto brasileiro também divide os sistemas em risco, dependendo do impacto do mesmo na vida humana e nos direitos fundamentais, proibindo o desenvolvimento de aplicações consideradas de "risco excessivo". O art.14 do PL caracteriza como sistemas de alto risco aqueles que atuam em algumas áreas estratégicas, como recrutamento, educação, concessão de crédito e serviço público, as quais poderão ser revisadas e atualizadas periodicamente pela autoridade competente, sem, no entanto, definir especificamente quais sistemas de inteligência artificial estariam associados a essas classificações mais amplas, enquanto na regulamentação europeia há também a indicação de tecnologias, como infraestrutura, biometria, educação. Assim como a regulamentação europeia, o texto ressalta a importância da conformidade a lei de proteção de dados, além da previsão que agentes de inteligência artificial possam elaborar códigos de boas práticas e governança, enfatizando a importância da intervenção humana. Ambos os regulamentos também estabelecem a obrigatoriedade de comunicação de incidentes à autoridade competente e a transparência.
Uma diferença que foi alvo de crítica é a imposição de normas em sistemas independente do grau de risco, em contraponto a regulamentação europeia que é bem mais branda quando se trata de sistemas com baixo risco, mas, a partir de dezembro de 2024, a avaliação preliminar para sistemas de baixo risco será obrigatória somente a sistemas generativos e de propósito geral, sendo facultativa nos demais casos. Há também um movimento por parte de artistas para que, diferentemente do que foi feito no regulamento europeu, haja um foco na proteção dos direitos autorais. A nova legislação permite o uso de conteúdo protegido para fins de pesquisa, jornalismo e educação, desde que a fonte seja legítima, não seja uso comercial e que os direitos dos autores das obras sejam respeitados. A lei garante também o respeito a proteção da imagem e voz das pessoas, protegidas pelo Código Civil, sendo necessário o consentimento prévio para uso.

## Governança
O projeto de lei estabelece diretrizes para garantir a transparência e mitigação de vieses em sistemas de Inteligência Artificial, com exigências adicionais para aqueles de alto risco ou de uso governamental. Também regula a avaliação do impacto algorítmico e reforça a proteção contra discriminação por meio do direito à informação, contestação e correção de vieses discriminatórios, além de medidas preventivas de governança.
O projeto estabelece que os agentes responsáveis pelos sistemas de IA devem implementar estruturas internas de governança, visando assegurar a segurança do sistema e garantir a proteção dos direitos das pessoas impactadas. A avaliação de impacto algorítmico proposta pelo projeto é uma ferramenta essencial para garantir a governança de sistemas de IA que apresentem alto risco aos Direitos Fundamentais. Ela visa avaliar, documentar e garantir transparência nas suas aplicações. Outra ferramenta é o sandbox regulatório, um ambiente controlado para testar novas tecnologias, com o objetivo de minimizar riscos aos usuários. 
A atuação do Sistema Nacional de Regulação e Governança de Inteligência Artificial (SIA) será na regulamentação de sistemas de alto risco, reforço da competência de autoridades setoriais e da ANPD e a realização de estudos frequentes, a fim de aprimorar a legislação quando necessário. A regulação também traz regras específicas de governança, documentação detalhada sobre os riscos envolvidos, além de medidas voltadas à qualidade e à interoperabilidade dos dados. Desenvolvedores e fornecedores de sistemas terão a possibilidade de adotar códigos de conduta como forma de assegurar o cumprimento das disposições estabelecidas pela futura legislação. A adesão a esses códigos será considerada um indicativo de boa-fé por parte do agente em situações que envolvam a aplicação de sanções administrativas. Além disso, a autoridade competente poderá credenciar associações de agentes e especialistas em governança de IA para conceder certificações que atestem a adoção de boas práticas de governança. Os agentes também terão a opção de criar entidades voltadas para a autorregulação. 

## Críticas
O projeto de lei recebeu diversas críticas ao longo de sua elaboração, algumas resultando em alterações, enquanto outras ainda não foram consideradas. A governança da IA no Brasil ainda está distante de um modelo ideal de colaboração entre setores. Cada setor apresenta contextos e implicações diferentes em relação à estrutura industrial, regulação e políticas para IA. As diretrizes e regulamentos devem adotar uma abordagem baseada em riscos, considerando os riscos de diferentes setores. Espera-se que, na votação do PL, os algoritmos de redes sociais sejam classificados como de "alto risco" e que sejam implementadas medidas contra a desinformação. Além disso, há uma expectativa de que seja proibido o uso de sistemas de IA para avaliar e penalizar trabalhadores sem supervisão humana, garantindo seus direitos de contraditório, transparência e explicabilidade dos sistemas . O Instituto de Defesa do Consumidor (Idec) acredita que o texto do Projeto de Lei pode ser aprimorado na Câmara dos Deputados. O instituto criticou a aprovação no Senado por não abordar questões importantes, como golpes digitais, proteção de crianças e adolescentes, os riscos do reconhecimento facial e as desigualdades ampliadas pelo score de crédito. Para o Idec, a tramitação do projeto reflete a priorização dos interesses das grandes empresas de tecnologia em detrimento dos consumidores. Também foi apontada a falta de menção à formação de professores e à inclusão de IA no currículo escolar, uma omissão relevante para preparar as futuras gerações para o uso ético e crítico da tecnologia..